# Murray Fleck
Murray Fleck (Lampman, Saskatchewan, 1954. március 6. –) kanadai profi jégkorongozó.

## Karrier
Komolyabb junior karrierjét a Western Canada Hockey League-es Estevan Bruinsban kezdte 1970-ben. A csapatban 1974-ig játszott, miközben 1971 végén átkerültek az Saskatchewan Junior Hockey League-be. Az 1974-es NHL-amatőr drafton a New York Islanders választotta ki a 11. kör 178. helyén. A National Hockey League-ben sosem játszott. Felnőttként a Western International Hockey League-es Kimberley Dynamitersben mutatkozott be 1974 végén. A következő szezonban az International Hockey League-es Muskegon Mohawksban folytatta és ebben az évben még további két csapatban is játszott az IHL-ben: Saginaw Gears, Dayton Gems. A bajnoki évet a Gemsben fejezte be és Turner-kupa-győztes lett az év végén. Ezután már csak három mérkőzést játszott és visszavonult.